# La mia parte imperfetta
La mia parte imperfetta è il secondo album discografico dell'attore italiano Rocco Papaleo, pubblicato nel 2012 dalla Sony Music.
Il brano Come vivere è stato scartato alle audizioni per la sezione "Artisti" del festival di Sanremo 2011 e presentato fuori concorso nell'edizione successiva, in cui Papaleo partecipa alla conduzione affiancando Gianni Morandi. Il pezzo è stato incluso nella raccolta Super Sanremo 2012.

## Tracce
1. Come vivere – 3:37
2. La storia di una pietra – 2:54
3. Limpido – 3:11
4. Torna a casa foca – 2:49
5. Uno qualsiasi – 4:00
6. La tua parte imperfetta – 4:04
7. La nazionale femminile di pallavolo – 3:56
8. My Jazz – 4:01
9. Simil Jarret – 2:13
10. Pillole miracolose – 3:17
11. Le grandi storie d'amore – 1:34